# 大桃子

大桃子

大桃子是一座桃子外形、高135英尺（41）、位于美國南卡羅來納州加夫尼市的水塔。
大桃子的容積是一百萬美式加侖，約三百八十萬公升。它坐落于大桃子路旁南卡85號州际公路的90號和92號出口之間。當地人稱其爲“桃子”“加夫尼大月亮”。從數英里遠處就可看到其樣子。
作爲新奇建築，大桃子已成爲85號州际公路上最爲矚目的地標。

## 歷史
大桃子由芝加哥橋梁鋼鐵公司在1981年建成，主要建材爲鋼筋混凝土。枝幹和葉片爲附著在實際建築物表面的裝飾，巨大的桃子中縫由金屬板材加工而成。建築的上色和細節則由畫家彼得・弗罗伊登贝格完成。
加夫尼公共设施局为了使用联邦资金建造水塔而委托建造大桃子。之所以选择桃子的外形，是因为当地桃农是加夫尼的经济的重要组成部分，而且加夫尼所属的切羅基縣曾经一度出产过比整个佐治亚州还多的桃子。建成以来，大桃子的超高可见度使得旅游成为当地经济的组成部分。
一个小号的大桃子（50万美式加仑，190万公升）由同一公司在阿拉巴馬州克蘭頓市建立。

## 流行文化
- 有關大桃子的爭議構成了網路劇集紙牌屋第一季第三集中的主要情節。劇中一位少女因爲其形似屁股而在開車時分心撞向護欄并因此喪命。[5][4]推動了大桃子建立的主角安德伍德議員的宿敌借此契機對其展開宣传攻势[6]。

## 外部連結
35°5′43″N 81°41′9″W / 35.09528°N 81.68583°W
- . Ohio Barns.   [2005-09-08]. （原始内容存档于2006-02-17）. (Contains personal photos and GPS coordinates.)
- View of The Peachoid from Google Maps